# Hannes Wettstein
Hannes Wettstein (* 10. März 1958 in Ascona; † 5. Juli 2008 in Zürich) war ein Schweizer Industriedesigner. 1991 gründete er seine Agentur mit Sitz in Zürich. Nach seinem Tod wurde sie von seinem Geschäftspartner Stephan Hürlemann unter dem Namen Studio Hannes Wettstein AG weitergeführt und 2016 in Hürlemann AG umbenannt. Zusätzlich zur gestalterischen Tätigkeit war Wettstein von 1991 bis 1996 Dozent an der ETH Zürich und zwischen 1994 und 2001 Professor an der Staatlichen Hochschule für Gestaltung Karlsruhe. Er starb nach langer Krebserkrankung.

## Werdegang
Nach seiner Ausbildung zum Hochbauzeichner arbeitete Hannes Wettstein vorerst als Ausstellungsbauer. Er bildete sich autodidaktisch weiter und machte sich Anfang der 1980er-Jahre als Designer selbständig. 1991 gründete er seine international tätige Agentur mit Sitz in Zürich.

## Werke

### Leuchten und Möbel
Wettsteins erste Arbeit, die grosse Beachtung fand, war das Beleuchtungssystem «Metro», die erste auf Drahtseile gespannte Niedervoltleuchte, die er 1982 für den Hersteller Belux entwarf. Bekannt gemacht haben ihn vor allem  seine Möbelkreationen, etwa der Stapelstuhl «Juliette» für den italienischen Anbieter Baleri, das Sofa «Globe» für Cassina, das Sitzelement «Skater» für Bulo oder die Stuhlkollektionen «Vela» für den Accademia, «Alfa» und «Wave» für Molteni sowie die junge Kollektion «tototo» für Maxdesign.

### Raumgestaltung
Hannes Wettstein entwickelte zusammen mit seinem Team nicht nur Möbel, sondern erforschte und realisierte auch Innenräume. So entwarf die Agentur für Novartis ein Pilotprojekt für künftige Grossraumbüros, verschaffte der Juwelierkette Kurz ein neues Ladenkonzept und gestaltete den Retailbereich des Flughafens Frankfurt neu. Das Interior Design des Berliner Hotels Grand Hyatt von Rafael Moneo stammt ebenso von der Hannes Wettstein AG wie die Raumgestaltung der neuen Schweizer Botschaft in Washington und des Fotomuseums Winterthur. Gemeinsam mit dem Zürcher Architektenteam Gigon/Guyer entwickelt das Büro das Innenraum-Design des dereinst höchsten Gebäudes der Schweiz, des Prime Tower auf dem Maag-Areal in Zürich-West. Internationale Anerkennung haben besonders die Set-Designs erhalten, die das Büro Wettstein seit 2005 für das Schweizer Fernsehen entworfen hat: für die Sendungen Club, SF Meteo (auf dem Hochhausdach), Rundschau, Schweiz aktuell, SF-Sport sowie für die Nachrichtensendungen SF Tagesschau und 10vor10.

### Produkte
Wettstein hat eine breite Palette von Produkten des Alltags entworfen, vom Medizinalgerät bis zum Fernglas, vom Massagesessel über den Schreibstift bis zur Uhr – für diverse Unternehmen wie Bosch, Brionvega, Lamy oder Carl Zeiss.

## Auszeichnungen
Für seine Arbeiten erhielt die Agentur Hannes Wettstein zahlreiche Auszeichnungen, unter anderem je fünf Mal den Red dot design award und den iF Design Award. Eine Auswahl aus den zwei Jahren 2006/08:
- 2006: Promax Gold Award für die Set-Gestaltung der Nachrichtensendungen «Tagesschau» und «10vor10»
- 2006: red dot award für den Stuhl Vela, entworfen für den Hersteller Accademia
- 2007: 1. Preis des dänischen Wohnmagazins «Bo Bedre» für das Sofakonzept «EJ Delphi» (Erik Jorgensen)
- 2007: RIBA International Awards des Royal Institute of British Architects für das Planungsteam der neuen Schweizer Botschaft in Washington: Steven Holl Architects, Rüssli Architekten und Hannes Wettstein AG
- 2007: iF Design Award für den Sessel «Rivo» (Dietiker)
- 2008: good design award des Chicago Athanaeum für den Stuhl «tototo» (Maxdesign)
- 2008: Eyes & Ears Award für das Set-Design von SF Meteo
- 2008: Award für Marketing und Architektur
- 2008: red dot award für das Sofa Delphi
- 2008: iF Design Award für den Stuhl Dart